# Federación Colombiana de Voleibol
La Federación Colombiana de Voleibol es institución la encargada de regir el deporte del voleibol en Colombia. Es un organismo privado y cumple funciones de interés público y social, se encarga del manejo de este deporte en sus distintas modalidades. Está afiliada a la Federación Internacional de Voleibol, la Confederación Sudamericana de Voleibol y el Comité Olímpico Colombiano. Actualmente está conformada por las ligas departamentales con reconocimiento deportivo otorgado por Coldeportes.

## Historia
El Voleibol colombiano se institucionalizó como federación el 25 de marzo de 1955, en Bucaramanga Santander.Para esa época existían las ligas departamentales de Cundinamarca, Santander, Chocó y Boyacá, que conformaban la Asociación Colombiana de Voleibol desde 1938, con un reconocimiento legal contenido en el artículo 5 del decreto nacional 2216 del mismo año.
En el año 1955 se jugó el primer campeonato nacional de mayores en la ciudad de Bucaramanga. Correspondiendo el título a los dos representativos de Cundinamarca.
La federación obtuvo la personería jurídica con el número 1187 en el año 1956. Los primeros cinco años de existencia de la rectoría colombiana del voleibol estuvo bajo la presidencia del sacerdote José Mosser, uno de sus fundadores, durante un corto periodo de tiempo; seguidamente, y por un tiempo de cinco años, el encargado fue el licenciado Miguel Ángel Jojoa.

## Presidentes
- José Mosser
- Miguel  Prada
- Boris Jojoa
- Álvaro Davila de Soto
- Ezequiel Aulestia
- Victor Vernaza
- Rafael Rodríguez Casadiego
- Humberto Chica Pinzón
- Luis Alfredo Ramos Botero
- Rafael Lloreda Currea
- Carlos Alberto Grisales Rengifo
- Taylor José Lozada Rodríguez
- César Eduardo Camargo Ramírez
- Nestor Raul Useche
- Martha Solano Baquero
- Mauricio Antolinez Diaz